# Gävle-Sinfonieorchester

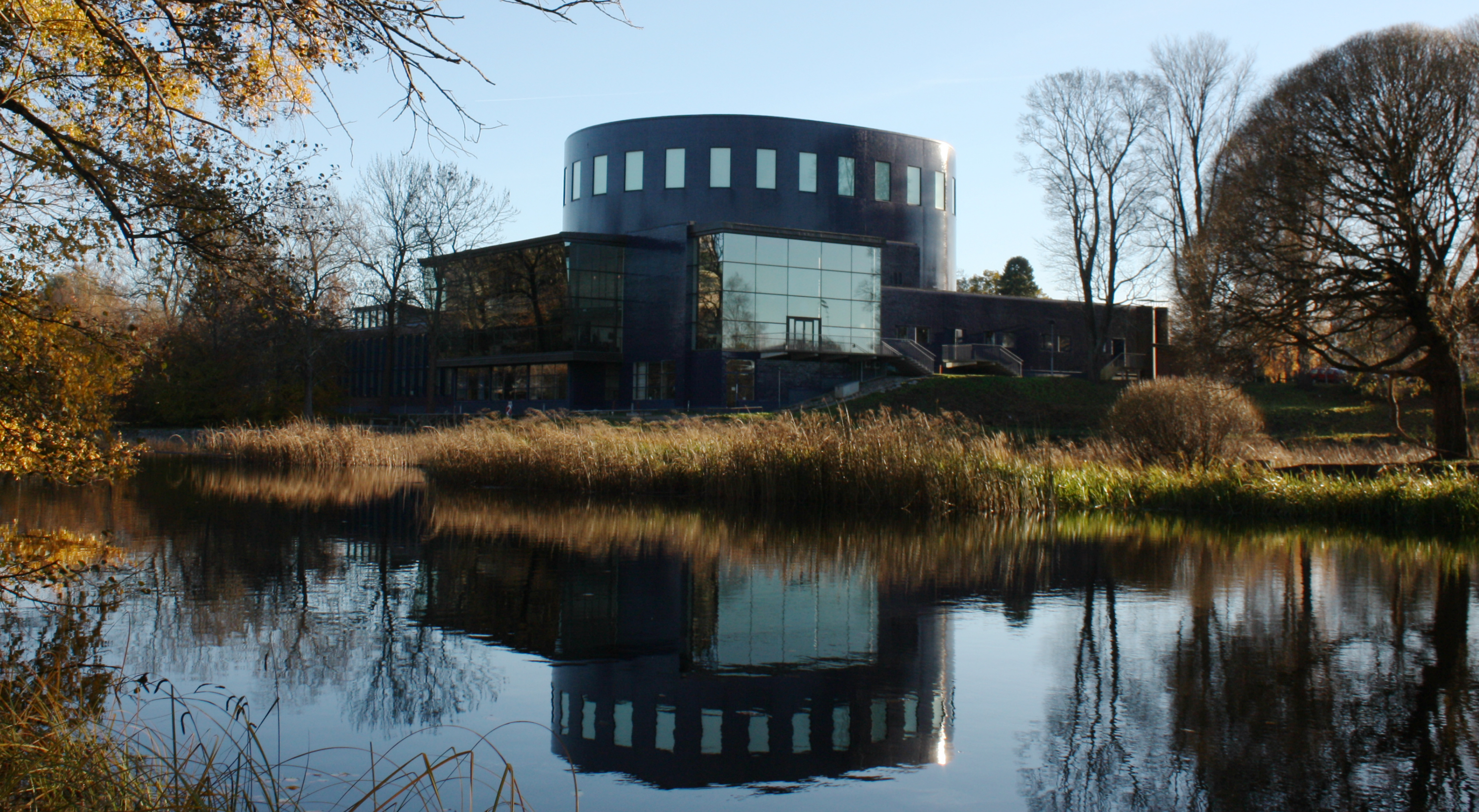
Die Gävle Concert Hall, Heimstatt des Gävle-Sinfonieorchesters

Das Gävle-Sinfonieorchester (schwedisch Gävle symfoniorkester) ist ein schwedisches Sinfonieorchester, das in der Stadt Gävle beheimatet ist.

## Geschichte
Das Orchester wurde 1912 gegründet und besitzt heute 52 ständige Mitglieder. Seit 1998 verfügt das Orchester auch über ein eigenes Konzerthaus.
Namhafte Chefdirigenten des Orchesters waren u. a. Ruben Liljefors (1912–1931), Stig Westerberg (1949–1953), Siegfried Naumann (1953–1954), Carlos Spierer (1997–2000), Robin Ticciati (2006–2009) und Jaime Martín (seit 2013).